# Phragmocapnias betle
Phragmocapnias betle är en svampart som först beskrevs av Syd., P. Syd. & E.J. Butler, och fick sitt nu gällande namn av Theiss. & Syd. 1918. Phragmocapnias betle ingår i släktet Phragmocapnias och familjen Capnodiaceae.   Inga underarter finns listade i Catalogue of Life.